# Agallia interrogationis
Agallia interrogationis är en insektsart som beskrevs av Henry Fairfield Osborn 1923. Agallia interrogationis ingår i släktet Agallia och familjen dvärgstritar. Inga underarter finns listade i Catalogue of Life.